# The Man from Tallahassee (Lost)
The Man from Tallahassee este un episod al serialului de televiziune Lost, sezonul 3.